# Мынбаев, Саят Мухаметбаевич
Саят Мухаметбаевич Мынбаев (каз. Саят Мұхаметбайұлы Мыңбаев; 5 сентября 1949, Уч-Арал, Талды-Курганская область, Казахская ССР — 29 апреля 2021) — казахстанский деятель государственной безопасности, генерал-майор (май 2007) в отставке.

## Биография
В 1971 году, окончив Семипалатинский филиал Джамбулского технологического института лёгкой и пищевой промышленности, получил специальность — инженер-технолог. В 1971—1972 года служил в рядах Советской армии. В 1972—1974 годах — на комсомольской работе, заведующий отделом Алакульского райкома ЛКСМ. С 1974 года— на службе в КГБ СССР.
В 1976 году окончил курсы руководящего оперсостава КГБ СССР в г. Ташкент, в 1977 году — в г. Алма-Ата и Киеве (1990).
В 1974—1983 годах — офицер Копальского райотдела КГБ и на различных должностях в УКГБ Талды-Курганской области.
В 1983—1985 годах учился на 2-годичных курсах старшего начальственного состава при Высшей школе КГБ СССР им. Дзержинского.
В 1985—1988 годах во время Афганской войны находился в спецкомандировке по линии КГБ на территории Афганистана.
После возвращения на родину в 1988—1992 годах служил на руководящих должностях в УКГБ Талды-Курганской области и в центральном аппарате КГБ-КНБ Казахской ССР-Республики Казахстан.
В 1992—1998 годах — руководитель подразделений военной контрразведки Комитета национальной безопасности Республики Казахстан по ВВС, ПВО и Пограничной службе.
Затем — начальник Управления военной контрразведки Комитета национальной безопасности Республики Казахстан (1998—2000).
В 2000—2002 годах — начальник Управления кадров Погранслужбы Комитета национальной безопасности Республики Казахстан.
В 2002—2006 годах — заместитель начальника департамента военной контрразведки Комитета национальной безопасности Республики Казахстан. С июля 2006 — начальник департамента военной контрразведки КНБ РК.
Скончался 29 апреля 2021 года, похоронен на Кенсайском кладбище Алма-Аты.

## Семья
Жена — Кама Газизовна Урмурзина, работала директором Талды-Курганской областной универсальной библиотеки. Сын — Алмас Мынбаев, по версии журнала Forbes Kazakhstan входит в рейтинг 50 богатейших бизнесменов Казахстана.
Был старшим братом бывшего председателя правления «Казахстанские железные дороги» Сауата Мынбаева.

## Награды
- орден Красной Звезды
- орден «Дружбы народов»
- Грамота Президиума Верховного Совета СССР
- 17 медалей СССР и Казахстана